# 1995 год в Азербайджане
В статье в хронологическом порядке представлены события произошедшие в Азербайджане за 1995 год.

## Январь
- 11 января — Установление дипломатических отношений между Уругваем и Азербайджанской Республикой

## Февраль
- 18 февраля — Подписание указа «О реформе совхозов и колхозов»[1]

- 28 февраля — Установление дипломатических отношений между Азербайджанской Республикой и Непалом

## Март
- Учреждение Государственной Комиссии по аграрным реформам[2]
- 2 марта — Установление дипломатических отношений между Азербайджанской Республикой и Республикой Бурунди.
- 13 марта — Начало антиправительственного вооружённого мятежа Отряда полиции особого назначения.
- 17 марта — Антиправительственный вооружённый мятеж Отряда полиции особого назначения завершился победой правительственных войск.

## Апрель
- 14 апреля — Принятие Устава Государственной Комиссии по аграрным реформам[3].

## Май

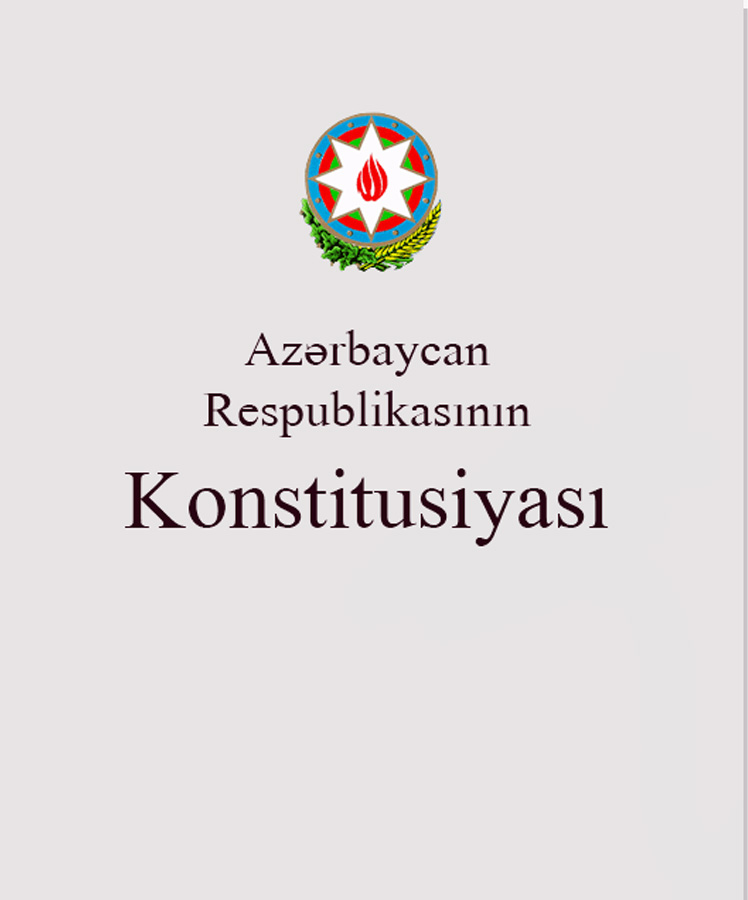
Конституция Азербайджанской Республики

- 3 мая — Создание первого сайта Азербайджана — НАНА
- 22 мая — Установление дипломатических отношений между Азербайджанской Республикой и Демократической Республикой Лаос.

## Октябрь
- 28 октября — Пожар в Бакинском метрополитене

## Ноябрь
- 12 ноября
  - Принятие Конституции Азербайджанской Республики[4].
  - Проведение первых парламентских выборов в Азербайджане[5].

## Декабрь
- 5 декабря — Катастрофа Ту-134 в Нахичевани

## Без точной даты
- Азербайджан присоединился к Рамочной конвенции ООН об изменении климата[6]

## В спорте
- 1 сентября — Создан  футбольный клуб Габала

## Умерли
- 26 июля — Исмаил Шихлы,  писатель
- 19 сентября — Рауф Гаджиев, композитор
- 26 ноября — Земфира Алиева, актриса[7]